# 线纹叉鼻鲀
线纹叉鼻鲀（学名：Arothron immaculatus），又名無斑叉鼻魨、鐵紋河魨、規仔，为鲀科叉鼻鲀属的鱼类，俗名鳃斑叉鼻鲀。分布于印度西太平洋區，從東非、馬達加斯加至澳洲北部、印尼，北至台湾岛、琉球群島等。棲息深度3-30公尺，本魚體呈橢圓形，尾柄短扁，體背部灰褐色，腹面顏色較淡，上佈滿許多小白點，背鰭、臀鰭及胸鰭顏色淡，胸鰭基部顏色深，尾鰭黃色，末緣則為黑色，體長可達30公分，棲息在植被生長的河口、紅樹林及泥底質水域，以藻類、小型無脊椎動物及有機碎屑為食，生活習性不明，具有毒性，可做為觀賞魚。
其种加词“immaculatus”意为“无斑的”。

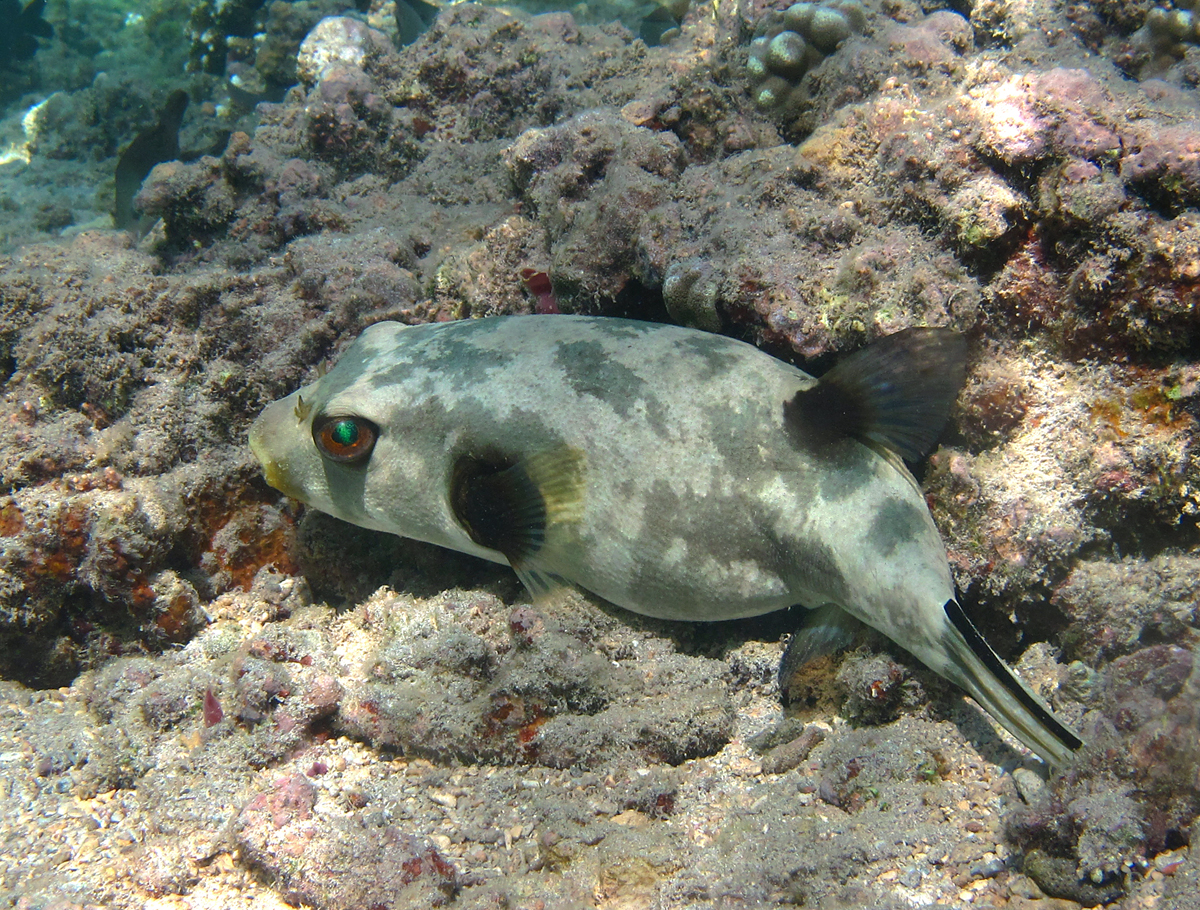
潛伏的线纹叉鼻鲀